# Segunda Iglesia Presbiteriana (Chicago)
La Segunda Iglesia Presbiteriana (en inglés, Second Presbyterian Church) es una iglesia neogótica en Chicago, la ciudad más poblada del estado de Illinois (Estados Unidos). Está ubicada en South Michigan Avenue. A finales del siglo XIX y principios del XX, algunas de las familias más destacadas de Chicago asistían a esta iglesia. Es famoso por su interior, completamente remodelado al estilo Arts and Crafts después de un desastroso incendio en 1900. El santuario es uno de los mejores ejemplos de Estados Unidos de un interior de iglesia Arts and Crafts inalterado, que incorpora plenamente los principios de simplicidad, artesanía manual y unidad de diseño de ese movimiento. También cuenta con nueve imponentes vitrales Tiffany. La iglesia se incluyó en el Registro Nacional de Lugares Históricos en 1974 y luego se designó como Monumento Histórico de Chicago el 28 de septiembre de 1977. Fue designado Monumento Histórico Nacional en marzo de 2013.

## Historia
La Segunda Iglesia Presbiteriana se organizó en 1842 como una rama de la primera congregación presbiteriana de la ciudad, que se había formado en 1833. Desde 1851 hasta 1871, la congregación adoró en una iglesia en la esquina noreste de Wabash Avenue y Washington Street en el centro de Chicago. Conocida como la iglesia manchada debido a los depósitos de alquitrán en sus bloques de piedra caliza, este edificio fue diseñado por el destacado arquitecto oriental James Renwick, Jr. Renwick diseñó más tarde la Catedral de San Patricio en la ciudad de Nueva York y el edificio original de la Institución Smithsonian. Ya a fines de la década de 1860, el centro de Chicago se estaba volviendo más comercial y menos residencial, y los líderes de la Segunda Iglesia Presbiteriana  prepararon planes para seguir a sus miembros hasta el cercano South Side. Solo unas pocas semanas antes del Gran Incendio de Chicago en octubre de 1871, que destruyó la iglesia manchada, la congregación se fusionó con otra congregación y se mudó al lado sur.
Muchos residentes ricos de Chicago asistieron a la Segunda Iglesia Presbiteriana , incluidos miembros de las familias George Pullman, Silas B. Cobb, Timothy Blackstone y George Armor. Estos eran hombres que se mudaron a Chicago desde Nueva Inglaterra o el estado de Nueva York a mediados del siglo XIX para hacer fortuna y construir una nueva metrópolis en la pradera. Orgullosos de su ciudad adoptiva, dotaron a instituciones culturales como el Instituto de Arte de Chicago y la Universidad de Chicago. Robert Todd Lincoln, el hijo del presidente, también era fideicomisario de la iglesia. Cuando South Side surgió en la década de 1870 como el principal vecindario residencial de la ciudad, la élite empresarial construyó casas imponentes en South Prairie Avenue, South Michigan Avenue, South Calumet Avenue y otras calles.

## Construcción
Para su nuevo edificio en South Michigan Avenue en 20th Street (ahora Cullerton), la congregación volvió a recurrir a James Renwick. Renwick diseñó una iglesia basada en los primeros ejemplos del gótico inglés, con un techo a dos aguas de tono alto, un rosetón en la pared este y un campanario en la esquina. El exterior está revestido de piedra caliza con molduras de arenisca. La escultura en el exterior es limitada; los Cuatro Evangelistas y la cabeza de Jesús aparecen en el muro de entrada a Michigan y las gárgolas se asoman desde el campanario. El interior también era completamente gótico, con arcos apuntados que conducían a los pasillos laterales, esbeltas columnas de hierro que sostenían el balcón y extensos estarcidos que adornaban las paredes. El santuario en el nuevo edificio fue dedicado en 1874.
En marzo de 1900, el fuego destruyó el santuario. La iglesia recurrió a uno de sus miembros, Howard Van Doren Shaw, para la reconstrucción. Shaw, de 31 años en ese momento, se graduó de la Universidad Yale y del programa de arquitectura del Instituto de Tecnología de Massachusetts. Después de trabajar brevemente en la oficina del pionero de los rascacielos de Chicago, William Le Baron Jenney, Shaw estableció su propia práctica. Shaw también había viajado mucho por Gran Bretaña y estaba familiarizado con el trabajo de arquitectos de Arts and Crafts como Philip Webb y CFA Voysey.

## Remodelación

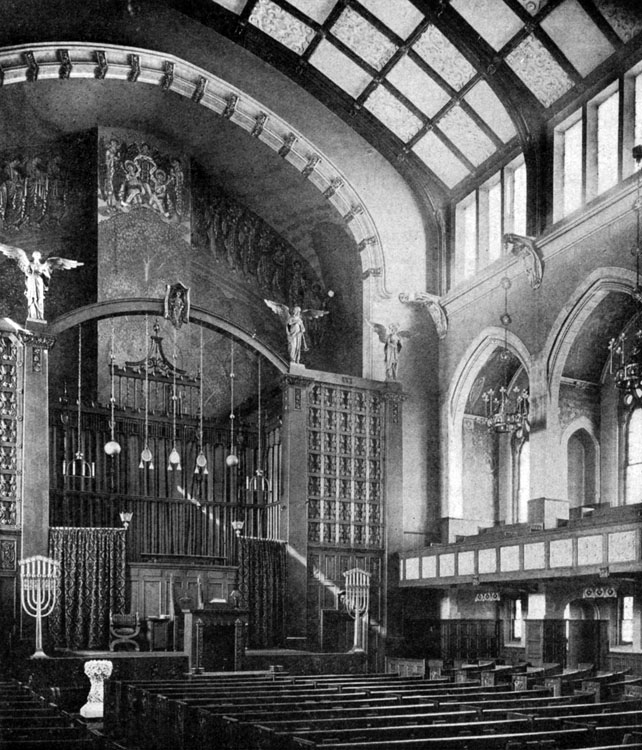
Vista del santuario remodelado, c. 1902

Shaw, trabajando con su amigo, el pintor Frederic Clay Bartlett, y varios otros diseñadores y artesanos, le dio a la Segunda Iglesia Presbiteriana  un santuario firmemente arraigado en los principios de Arts and Crafts. Abandonando el enfoque neogótico original, Shaw bajó la inclinación del techo y acercó las columnas de soporte a las paredes laterales para aumentar visualmente el ancho del espacio, y usó paneles de yeso y roble teñido cálido en todo el edificio. Planeó un santuario estilo auditorio, sin pasillo central. Esto era apropiado para una congregación que enfatizaba la predicación y la adoración musical. Por la misma razón, los bancos están ligeramente curvados, lo que brinda buenas líneas de visión hacia el púlpito. El programa decorativo del interior es rico, pero tenue, y enfatiza el marrón, el ante, el carmesí oscuro y el oro opaco.
El arte figurativo de la iglesia, con docenas de ángeles en vidrio, madera y yeso, y dos santos de colores brillantes en los vitrales del vestíbulo, quizás sea sorprendente para una congregación presbiteriana. Esta congregación, sin embargo, era culturalmente sofisticada y viajaba mucho. Muchos miembros habían visto las grandes catedrales de Europa y querían que su iglesia local hiciera una declaración artística equivalente.
En línea con el espíritu de Arts and Crafts, Shaw y Bartlett diseñaron cada elemento del nuevo interior para trabajar juntos para crear un todo tranquilo y armonioso. Se prestó atención a cada detalle del tallado de los bancos, el yeso y el diseño de los accesorios. Se emplearon diseñadores y artesanos líderes del área de Chicago para elementos como el candelabro eléctrico de siete brazos que flanquea el púlpito (William Lau) y los cuatro majestuosos ángeles heraldos de pie sobre la caja del órgano (Beil & Mauch). Se utilizó iluminación eléctrica en todo el santuario, y Shaw abrazó las bombillas desnudas como elementos de diseño en los candelabros circulares y los accesorios que cuelgan sobre los pasillos laterales.
Una serie de motivos recurrentes unen los diversos elementos interiores. La más obvia es la del ángel. Unos 175 adornan el interior, incluidos los cuatro ángeles heraldos sobre el desván del órgano y los tallados en los soportes de los que cuelgan los candelabros. Otro motivo recurrente es la vid, que se encuentra en los extremos de los bancos, la pantalla de luz en la parte trasera del santuario, muchos de los murales de Bartlett y el oro opaco de la pantalla que oculta los tubos del órgano. La congregación instaló un órgano Hutchins-Votey luego del incendio de 1900. Austin Organ Co. reformuló el instrumento en 1917 como su Opus 767, proporcionándole una consola de dos manuales y diez rangos. El órgano tiene hoy 43 filas y 2.600 tubos.
La Segunda Iglesia Presbiteriana ocupa un lugar destacado en la historia social e industrial de Chicago y en su herencia artística. Su glorioso interior ahora está siendo visto por una audiencia más amplia después de décadas de semi-oscuridad. Se ofrecen recorridos que presentan el arte y la arquitectura del edificio en un horario regular. Amigos de la Segunda Iglesia Histórica, organizada en 2006, se formó para guiar la restauración precisa del edificio y supervisar recorridos y eventos.

### Murales

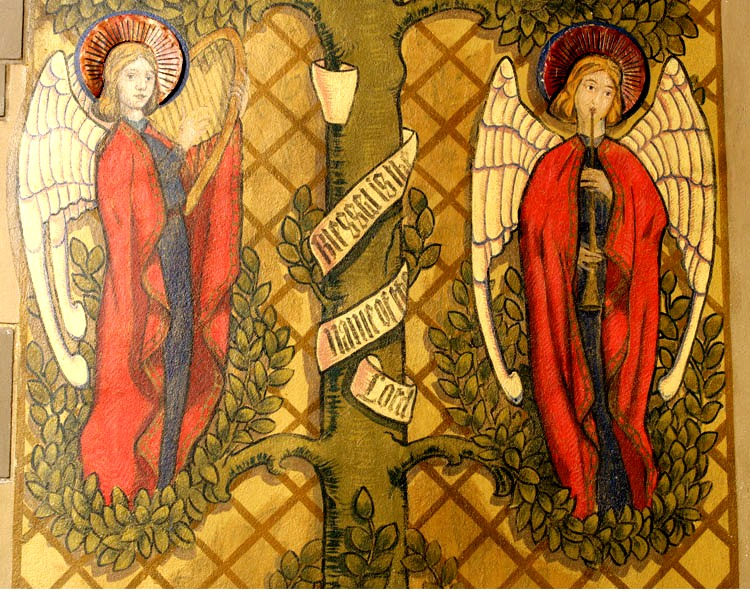
Detalle del mural de Bartlett

Los murales prerrafaelitas de Bartlett son una de las glorias del santuario y fueron ampliamente publicados después de su finalización. De una familia acomodada de Chicago, Bartlett había estudiado pintura en la Royal Academy de Munich y con maestros en París. Para la Segunda Iglesia Presbiteriana , Bartlett buscó inspiración en el trabajo de los pintores de iglesias medievales. Rechazó conscientemente la tradición artística posrenacentista, con su énfasis en la perspectiva y la verosimilitud. Bartlett prefirió centrarse en la expresividad y la espiritualidad, que encontró en las figuras planas y serenas pintadas en las paredes de las iglesias medievales italianas. Bartlett pintó directamente sobre el yeso seco de las paredes verticales del santuario. Las pinturas de los techos de los arcos fueron realizadas sobre lienzo en su estudio y luego montadas en la iglesia. Las figuras de Bartlett tienen contornos audaces y suntuosas túnicas de azul, carmesí y verde apagados. Usó pan de oro extensivamente y suministró relieve a características como halos con una técnica de yeso conocida como enlucido.
El majestuoso mural de 12 m de ancho detrás del altar representa el árbol de la vida coronado por un arcoíris celestial. Encima de eso hay una orquesta celestial con túnicas medievales. El cuidado de Bartlett en combinar la decoración con la arquitectura del santuario es evidente; su arco iris se hace eco de la curva del techo. El trabajo de Bartlett en los doce tramos del balcón se centra en los temas de alabanza, abundancia y música sagrada. Los textos de las escrituras están pintados en las paredes debajo de las figuras.

### Vitrales
Cuando se volvió a dedicar el santuario en 1901, muchas de sus aberturas arqueadas contenían vitrales simples con pequeños diseños florales estilizados de Shaw y ejecutados por la firma de Gianini and Hilgart. Pronto, los tramos comenzaron a llenarse con vitrales conmemorativos especialmente encargados. Ahora, solo el último tramo en el lado norte de la iglesia muestra el trabajo de Shaw. Los miembros de la congregación regalaron los otros vitrales en memoria de los seres queridos fallecidos. Nueve de los vitrales son de la firma de Louis Comfort Tiffany y muestran muchas de las innovadoras técnicas de trabajo del vidrio de las que fue pionero. Tiffany buscó obtener efectos artísticos del carácter del vidrio mismo en lugar de pintar sobre el vidrio. Usó vidrio plegado, vidrio confeti, vidrio estriado y múltiples capas de vidrio. Los vitrales representan escenas bíblicas, paisajes y diseños ornamentales. En el extremo este de la iglesia hay una representación audazmente coloreada de la Ascensión, diseñada por William Fair Kline. Debajo están los cinco flagelos o Arma Christi de Jesús. Otras vitrales del santuario fueron diseñadas por Louis J. Millet y McCully & Miles.

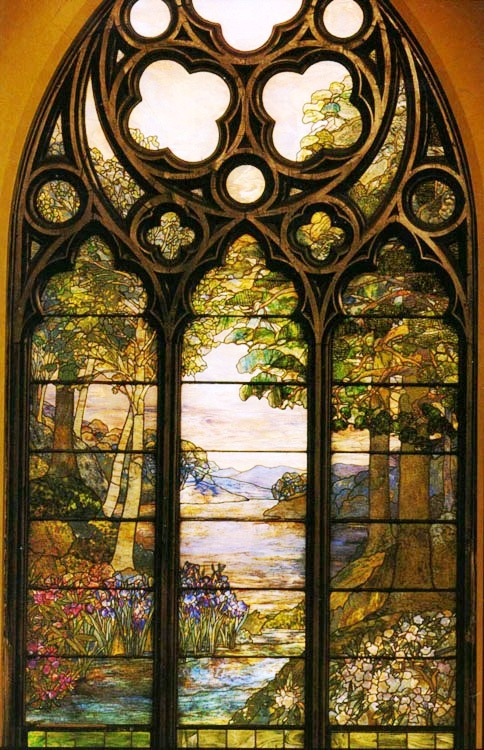
Vitral pastoral de Tiffany Studios, 1917
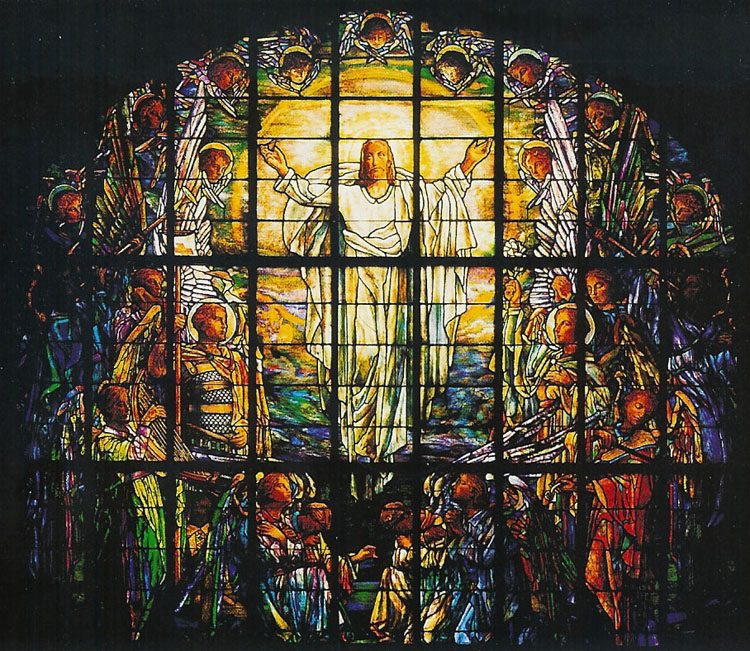
Vitral de la ascensión de William Fair Kline, 1903
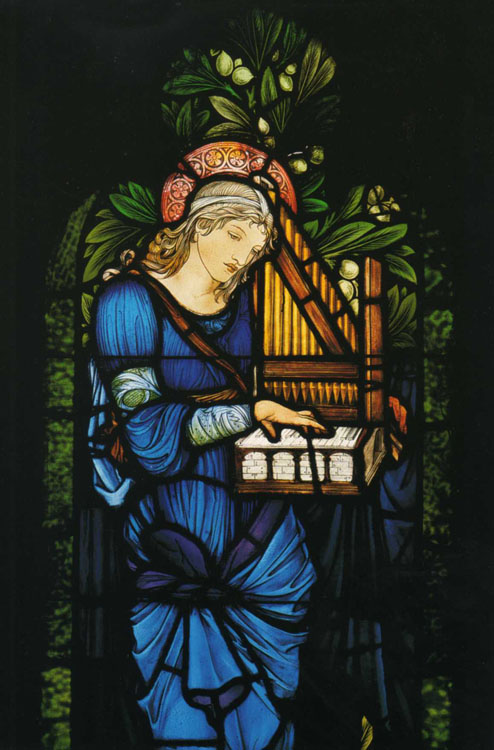
Vitral de Santa Cecilia de Edward Burne-Jones, finales del siglo XIX.

Los dos vitrales de Edward Burne-Jones en el vestíbulo vinculan al Segundo Presbiteriano directamente con el Movimiento Británico de Artes y Oficios. Burne-Jones fue un colaborador cercano de William Morris, fundador de Arts and Crafts en Gran Bretaña. Morris and Co. elaboró estas dos vitrales a partir de los diseños de Burne-Jones. Los temas son Santa Margarita de Antioquía, con túnicas de un rico carmesí, y Santa Cecilia, con túnicas azules, un órgano portátil en sus brazos. Estas vitrales se exhibieron en William Morris Memorial Room de Tobey Furniture Co. de Chicago antes de que la familia Franklin Darius Gray las comprara y las convirtiera en monumentos. Las vitrales de Burne-Jones son raras en los Estados Unidos; estos son los únicos conocidos fuera de la costa este.